# Strophodus
Strophodus (лат.) — вымерший род рыб-дурофагов отряда гибодонтообразных, обитавших с триасового по меловой периоды. Ранее образцы рода ошибочно принимали за окаменелости Asteracanthus.

## Таксономия
Долгое время род путали с Asteracanthus из-за того, что плавниковые шипы последнего были найдены вместе с зубами Strophodus. Тем не менее в настоящее время эти два рода различают на основе морфологии шипов на плавниках и зубов.

## Описание
У видов Strophodus сильно закруглённые дробящие зубы, заметно отличающиеся от зубов Asteracanthus, которые гораздо больше напоминают зубы гибодусов (Hybodus). Виды Strophodus, вероятно, вырастали до 3 м в длину, что делает их одними из самых крупных гибодонтообразных. Подобно Asteracanthus, но в отличие от других гибодонтообразных, плавниковые шипы Strophodus неребристые и покрыты бугорками.

## Экология
Strophodus характеризуется как донное животное, питавшееся беспозвоночными с твёрдым панцирем, хотя изотопные данные свидетельствуют о возможном пелагическом образе жизни. Не исключено, что он также был эвригалинной рыбой.

## Виды
Виды в составе рода:
- S. reticulatus (Agassiz, 1838) — Средняя и поздняя юра (бат-титон). Англия, Франция, Германия, Венгрия и Швейцария. Похожая форма S. cf. reticulatus известна из среднего триаса Швейцарии;
- S. atlasensis (Stumpf et al., 2023) — Средняя юра (байосс). Марокко[3];
- S. smithwoodwardi (Peyer, 1946) — Ранняя юра (тоар). Швейцария;
- S. dunaii (Szabó & Főzy, 2020) — Средняя юра (аален). Венгрия;
- С. tenuis (Agassiz, 1838) — Средняя юра (аален-бат). Германия, Англия;
- С. longidens (Agassiz, 1838) — Средняя юра (бат). Франция;
- С. magnus (Agassiz, 1838) — Средняя юра (бат). Франция, Индия, Англия;
- S. indicus (Sharma & Singh, 2021) — Средняя юра (бат). Индия;
- S. jaisalmerensis (Kumar et al., 2021) — Средняя юра (бат). Индия;
- S. medius (Owen, 1869) — Средняя юра (бат-келловей). Индия, Франция, Англия;
- S. subreticulatus (Agassiz, 1838) — Поздняя юра (киммеридж). Швейцария;
- S. udulfensis (Leuzinger et al., 2017) — Поздняя юра (киммеридж). Швейцария и, возможно, Англия;
- S. tridentinus (Zittel, 1870) — Поздняя юра (титон). Италия (возможно, nomen dubium);
- S. rebecae (Carrillo-Briceño & Cadena, 2022) — Ранний мел (валанжин-готерив). Колумбия.

Неопределённые остатки Strophodus, возможно, присутствуют в слоях, простирающихся до альбского яруса раннего мела. Сообщения о находках образцов рода из позднемеловых отложений сомнительны.